# منتخب نيوزيلندا لكرة السلة
منتخب نيوزيلندا لكرة السلة هو ممثل نيوزيلندا الرسمي في المنافسات الدولية في كرة السلة. ينتمي إلى منطقة اتحاد أوقيانوسيا لكرة السلة. انضم إلى الاتحاد الدولي لكرة السلة في عام 1951.

## البطولات التي شارك فيها
- بطولة أوقيانوسيا لكرة السلة
- كأس العالم لكرة السلة
- كرة السلة في الألعاب الأولمبية